# 1908-as Tour de France
Az 1908-as Tour de France a francia kerékpárverseny hatodik  kiírása. 1908. július 13-án kezdődött, Párizs-ból indult a mezőny és augusztus 9-én ért véget, Párizsban. A verseny útvonala szinte teljesen megegyezett az előző évivel, Franciaország határait követve egy szakaszon érintve Elzász-Lotaringiát. Ebben az évben engedélyezték a gyorsan szerelhető kerekek használatát. Lucien Petit-Breton teljesítményével bizonyította hogy megérdemelten nyerte az előző évet. A harmadik szakasz után, ahol Jean Novot baleset érte, a Labor csapat főnöke gróf Zeppelin visszahívta a versenyzőket. A negyedik szakaszt hóviharban teljesítették, a 13. Brest-Caen közötti 415 kilométert 16 óra alatt tette meg a győztes 23 óra előnnyel az utolsó versenyzőhöz képest.

## Szakaszok
| Szakasz | Időpont      | Végpontok        | Jellege       | Hossz (km) | Szakaszgyőztes                 | Összetett első                                      |
| ------- | ------------ | ---------------- | ------------- | ---------- | ------------------------------ | --------------------------------------------------- |
| 1       | július 13.   | Párizs–Roubaix   | Sík szakasz   | 272        | Georges Passerieu (FRA)        | Georges Passerieu (FRA)                             |
| 2       | július 15.   | Roubaix–Metz     | Sík szakasz   | 398        | Lucien Petit-Breton (FRA)      | Georges Passerieu (FRA) · Lucien Petit-Breton (FRA) |
| 3       | július 17.   | Metz–Belfort     | Hegyi szakasz | 259        | François Faber (LUX)           | Lucien Petit-Breton (FRA)                           |
| 4       | július 19.   | Belfort–Lyon     | Hegyi szakasz | 309        | François Faber (LUX)           | Lucien Petit-Breton (FRA)                           |
| 5       | július 21.   | Lyon–Grenoble    | Hegyi szakasz | 311        | Georges Passerieu (FRA)        | Lucien Petit-Breton (FRA)                           |
| 6       | július 23.   | Grenoble–Niczza  | Hegyi szakasz | 345        | Jean-Baptiste Dortignacq (FRA) | Lucien Petit-Breton (FRA)                           |
| 7       | július 25.   | Nizza–Nîmes      | Sík szakasz   | 354        | Lucien Petit-Breton (FRA)      | Lucien Petit-Breton (FRA)                           |
| 8       | július 27.   | Nîmes–Toulouse   | Sík szakasz   | 303        | François Faber (LUX)           | Lucien Petit-Breton (FRA)                           |
| 9       | július 29.   | Toulouse–Bayonne | Sík szakasz   | 299        | Lucien Petit-Breton (FRA)      | Lucien Petit-Breton (FRA)                           |
| 10      | július 31.   | Bayonne–Bordeaux | Sík szakasz   | 269        | Georges Paulmier (FRA)         | Lucien Petit-Breton (FRA)                           |
| 11      | augusztus 2. | Bordeaux–Nantes  | Sík szakasz   | 391        | Lucien Petit-Breton (FRA)      | Lucien Petit-Breton (FRA)                           |
| 12      | augusztus 4. | Nantes–Brest     | Sík szakasz   | 321        | François Faber (LUX)           | Lucien Petit-Breton (FRA)                           |
| 13      | augusztus 6. | Brest–Caen       | Sík szakasz   | 415        | Georges Passerieu (FRA)        | Lucien Petit-Breton (FRA)                           |
| 14      | augusztus 9. | Caen–Párizs      | Sík szakasz   | 251        | Lucien Petit-Breton (FRA)      | Lucien Petit-Breton (FRA)                           |

## Összetett eredmények
| 1                       | Lucien Petit-Breton (FRA) | Peugeot–Wolber | 36  |
| 2                       | François Faber (LUX)      | Peugeot–Wolber | 68  |
| 3                       | Georges Passerieu (FRA)   | Peugeot–Wolber | 75  |
| 4                       | Gustave Garrigou (FRA)    | Peugeot–Wolber | 91  |
| 5                       | Luigi Ganna (ITA)         | Alcyon–Dunlop  | 120 |
| 6                       | Georges Paulmier (FRA)    | Peugeot–Wolber | 125 |
| 7                       | Georges Fleury (FRA)      | Peugeot–Wolber | 134 |
| 8                       | Henri Cornet (FRA)        | Peugeot–Wolber | 142 |
| 9                       | Marcel Godivier (FRA)     | Alcyon–Dunlop  | 153 |
| 10                      | Giovanni Rossignoli (ITA) | Bianchi        | 160 |
| 114 índúló–36 célba érő |                           |                |     |

## Hegyi befutó
| Szakasz | Hegy            | Magasság | Versenyző         | Ország  |
| ------- | --------------- | -------- | ----------------- | ------- |
| 3       | Ballon d'Alsace | 1178     | Gustave Garrigou  | Francia |
| 4       | Cerdon          | 595      | Maurice Brocco    | Francia |
| 5       | Ĉol de Porte    | 1326     | Georges Passerieu | Francia |
| 6       | Bayar           | 1246     | André Pottier     | Francia |
| 6       | Ĉote de Laffrey | 900      | André Pottier     | Francia |